# アーノルド・ロススタイン

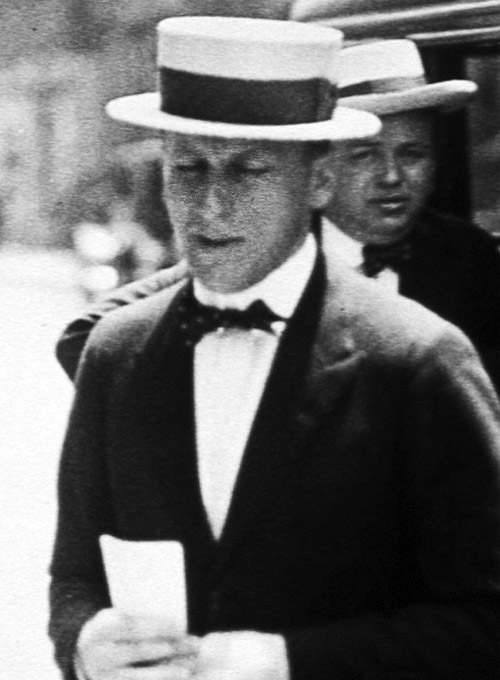
アーノルド・ロススタイン

アーノルド・ロススタイン（Arnold Rothstein, 1882年1月17日 - 1928年11月6日）はアメリカの実業家、ギャンブラー、ギャング。組織犯罪の元祖とされ、ラッキー・ルチアーノやマイヤー・ランスキーに多大な影響を与えた。
"ザ・ブレイン"、"ミスター・ビッグ"、"ザ・フィクサー"、"ザ・マン・アップタウン"、"ザ・ビッグ・バンクロール"などの渾名で呼ばれた。

## プロフィール

### 若年期
ニューヨーク市マンハッタンのブラウンストーン生まれ。親は東欧系ユダヤ人実業家エイブラハム・ロススタインで中流家庭に育った。少年時代は数学が得意だった。ラビを目指して勉強していた真面目な兄と違い、早い時期から非合法な商売に関心を持ち、違法賭博の巣だったビリヤード場に入り浸り、儲けた金を賭け仲間に貸し出して、蓄財した。1898年学校を中退した。この頃から政治組織タマニーホールの本部に出入りし、政治ブローカー、ティモシー・サリバンの知遇を得た。タバコのセールスマンに成りすまして賭場に出入りした。1909年、アイルランド系のカロリン・グリーンと結婚した。
1910年までにはニューヨークのテンダーロイン地区に移り、ヤミ賭博場を開いた。その後多種類のギャンブルと高利貸しの仕事を本格化させた。全国に情報提供者のネットワークを置いて熱心に情報を収集し、出所のいかがわしい話であっても、良い情報には報酬を惜しまなかった。こうして彼は30歳までには億万長者となった。

### ギャンブル帝国
マンハッタンのブロードウェイと49丁目の角にある"リンディーズ"レストランにアジトを構え、用心棒を立てて前日の賭博で負けたカモから取り立てたと言われる。1916年、ニューヨーク郊外ロングアイランドのヒューレットに高級賭博クラブを開設した。1919年、サラトガスプリングスに賭博場、ナイトクラブ、レストラン、キャバレーを複合させた一大娯楽施設「ブルック」を建設した（1922年売却）。またメリーランドの競馬場を買収して八百長レースを仕組んで儲けた。
店が繁盛すると警察や役人の注意を惹いて手入れを受ける、又はたかられる経験を繰り返したため、賭場の所有を止めて広く浅く賭場の権利を分散する方法に切り替えた。その結果、1920年代マンハッタンのほとんどすべての違法ギャンブルにシェアを持っていた。

### 禁酒法時代
ウォール街で運営していたインチキ投資会社を通じて稼いだ資金を、カナダ産酒の密輸ビジネスやスピークイージー(闇酒場）の買収に当て、ワキシー・ゴードン、フランク・コステロ、ラッキー・ルチアーノ、マイアー・ランスキー、レッグス・ダイアモンド、ダッチ・シュルツなどの若手ギャングに活動資金を提供して支配下に置いた。タマニーホールのチャールズ・マーフィとの強固なコネにより密輸犯罪の大部分は闇に葬り去られた。自由になった密輸業者たちはロススタインを保証人にしていた。ルチアーノも駆け出しの頃、彼に面倒を見てもらっていた。
麻薬密輸にも手を広げ、輸入雑貨店やアートギャラリー、アンティークショップを買収して合法偽装のフロントにすると一味のヤーシャ・カッツェンバーグらをヨーロッパに、ジョージ・アフナーをアジアに派遣してヘロインを輸入した。また未研磨のダイアモンドの密輸にも手を広げた。
労働組合系の犯罪ではジェイコブ・"リトルオーギー"・オーゲン、ルイス・"レプケ"・バカルター、レッグス・ダイアモンドら配下のギャングを労使紛争へ介入させては企業と組合の双方から金を搾り取った。タマニーホールの政治ブローカー、ティム・サリバンの後ろ盾を得ていた。商売上クライアントに犯罪者が多かったことから、刑務上の保釈金を用立てる代わりに利息を得る、保釈金保証ビジネス（Bail Bond business）も行った。
政界・財界の名士、スポーツ選手などの"セレブ"、ジョニー・トーリオら北米各都市のギャング、ヨーロッパの密輸業者、上海の麻薬ブローカーまで網の目のような地下ネットワークを持った。

### フィクサー
ギャング抗争の調停や警察への仲介斡旋、弁護士の提供を手がけ、"フィクサー"と呼ばれた。ロススタイン絡みで裁判に持ち込まれた事案は、酒の密輸関係だけで数千件に及んだ。

### 最期
1928年11月4日、ギャンブルの掛け金の支払いを巡るいざこざからマンハッタンのパークセントラルホテルの349号室で撃たれ、6日に病院で死亡した。容疑者としてジョージ・"ハンプ"・マクマナスというギャンブラーが逮捕されたが、証拠不充分で釈放された。犯人はマクマナスと思われているが、ロススタイン自身は誰に撃たれたか明かそうとしなかった。ロススタイン保護下のレッグス・ダイアモンド一味が当時抗争していたダッチ・シュルツの仲間を殺したことに端を発したシュルツ仕返し説がある。遺体はクイーンズの正統派ユダヤ教徒の墓地に埋葬された。

## 犯罪史上の影響
人種やローカリズムに固執せず国際的な地下ネットワークを構築し、「弁護士、金融プロ、暴力団」の3点セットを常備するシンジケートタイプの犯罪集団を作り上げた。血縁や因習に囚われるシチリアマフィアとも、狭い縄張りに甘んじる従来のストリートギャングとも異なる犯罪スタイルは、ロススタインという「現実のモデル」を通じてルチアーノやランスキーに受け継がれ、その後のアメリカンギャングの方向性を決定づけた。同じロシア系ユダヤ人だが、悪名高い彼と同族と見られるのを避けるため、ロススタイン(赤い石)の姓をレッドストーンに変えたのがバイアコムの実質的な創業者サムナー・レッドストーンの一族である。

## シカゴ・ホワイトソックス買収と八百長事件
1919年、ロススタインは手下を通じてシカゴ・ホワイトソックスのメンバーを買収。ワールドシリーズで故意に負けるよう依頼し、ホワイトソックスが負けるほうに賭けて大儲けするつもりでいた。
この一件が問題になって大陪審調査団から召喚されると、自分は何ら疚しいところのない実業家で必ず汚名をそそぐつもりだと彼は宣言した。結局、この八百長事件と彼を結びつける証拠は何もなかったので、彼は不起訴となった。「八百長を仕組んだのはエイブ・アッテルの一派さ。奴らはワールドシリーズで大儲けしようと企んだんだ。俺にも一口乗らないかと誘いがあったが、すぐに断った。俺のダチはみんな知っていることだ。エイブの野郎が俺の名前を勝手に騙りやがったに違いねえ。しかし俺はそんな話にゃ乗らなかった、だから奴らのイカサマを見抜いた後はワールドシリーズには一セントも送ってねえよ」とロススタインは語った。大陪審はこの言葉を信じたが、真相はこれよりも遥かに複雑だったし、ロススタインはこれより遥かに悪党だった。エイブ・アッテルからの誘いを撥ねつけたのは事実だったが、実はその前にジョーゼフ・"スポート"・サリヴァンというギャンブラーから同じ誘いを受けていたのである。ロススタインはアッテルの誘いを断った後でサリヴァンの話を考え直し、結局八百長に乗った。

## ロススタインを題材にした作品等
スコット・フィッツジェラルドの小説『グレート・ギャツビー』に登場するマイアー・ウルフスハイムや、デイモン・ラニアンの小説『ミス・サラ・ブラウンの牧歌』に登場するネイサン・デトロイトのモデルとなった（後者はブロードウェイ・ミュージカル『ガイズ&ドールズ』や映画『野郎どもと女たち』の原作となった）。また、1961年にはロススタインの伝記映画「King of the Roaring 20's - The Story of Arnold Rothstein（別題:The Big Bankroll）」が制作されている。日本公開時のタイトルは「でっかい札束」、主演はデビッド・ジャンセン。